# エフォルダム
株式会社エフォルダムは、アダルトゲームの製作会社である。有限会社AKABEiSOFT2の社内カンパニー。本社は東京都渋谷区幡ヶ谷で、設立当初は福岡市中央区に存在した。

## 沿革
- 2006年
  - 有限会社AKABEiSOFT2の社内カンパニーとして株式会社エフォルダムを設立。
  - 5月2日 - 「ぴんくはてな」サイトオープン。
  - 10月18日 - 「あっぷりけ」（Applique）サイトオープン。
- 2007年11月25日 - 「team IT's」サイトオープン。
- 2008年
  - 8月23日 - 「あっぷりけ-妹-」サイトオープン。
  - 12月2日 - 「team it'sみんと」サイトオープン。
- 2009年
  - 10月17日 - 「shallot」サイトオープン。
  - 12月3日 - 「ぴんくはてな」活動休止。
- 2011年5月19日 - 「エフォルダムソフト」サイトオープン。
- 2012年
  - 5月20日 - あかべぇそふとつぅグループ再編に伴い、「あっぷりけ-妹-」「team IT's」「team it'sみんと」「shallot」の各ブランドを「あかべぇそふとすりぃ」に統合[2]。
  - 8月21日 - 「エフォルダムソフトcrown」サイトオープン。
- 2014年
  - 4月16日 - 「エフォルダムソフト」ブランド解散[3]
  - 4月21日 - 「エフォルダムソフト」「エフォルダムソフトcrown」あかべぇそふとつぅグループパートナーブランドより除名。
- 2015年
  - 8月31日  -  あかべぇそふとつぅ代表取締役・三舛啓が株式会社エフォルダム取締役を退任。
  - 9月30日　-　上記8/31にあかべぇそふとつぅが株式会社エフォルダムと『恋騎士 Purely Kiss』『銃騎士 Cutie Bullet』に関する売買契約を交わし、この日よりあかべぇそふとつぅが版権保有[4]。

## ブランド一覧
全てのブランドが、あかべぇそふとつぅの姉妹ブランドとして位置づけられている。

### あっぷりけ
- 2007年3月23日 - 見上げた空におちていく
- 2008年10月23日 - コンチェルトノート
- 2010年7月22日 - 黄昏のシンセミア
- 2012年9月28日 - Re:birth colony -Lost azurite-
- 2012年12月14日 - 黄昏の先にのぼる明日 -あっぷりけFanDisc-
- 2015年3月27日 - 花の野に咲くうたかたの
- 2016年3月25日 - 時を紡ぐ約束
- 2016年10月1日 - 月影のシミュラクル
- 2017年1月27日 - 月影のシミュラクル-解放の羽
- 2019年10月25日(一般販売日) - クロスコンチェルト

## 廃止されたブランド一覧
ぴんくはてな、エフォルダムソフトを除きあかべぇそふとすりぃに統合。

### ぴんくはてな
エフォルダムの創立とともに設置されたブランド。触手や産卵、異種姦などマニアックな内容の作品を製作していた。
- 2006年8月25日 - 聖騎士産卵記
- 2007年2月23日 - 魔法少女ナユタ
- 2008年1月25日 - 姫∽神1/2

### あっぷりけ -妹-
- 2009年1月22日 - 才気煥発才色兼備の君たちへ
- 2009年12月17日 - フェイクアズール・アーコロジー
- 2011年2月24日 - アルテミスブルー
- 2011年9月22日 - オトミミ∞インフィニティー

### team IT's
- 開発中止[5] - 孕戦姫 〜堕王の聖母〜

### team it'sみんと
- 2009年4月30日 - ガチ乙女クインテット

### Shallot
- 2010年3月25日 - Happy Wardrobe

### エフォルダムソフト
- 2011年9月30日 - 恋騎士 Purely☆Kiss
- 2014年3月28日 - 銃騎士 Cutie☆Bullet

### エフォルダムソフトcrown
- 2013年9月27日 - 夢か現かマトリョーシカ

## 主なスタッフ
- 憲yuki
- 憂姫はぐれ（原画）
- 呉マサヒロ（原画）
- ZEQU（シナリオ）
- オダワラハコネ（原画）
- 桐月（シナリオ）
- 鷹石しのぶ（音楽）

### 過去のスタッフ
- 笹弘（原画） - 2010年4月末に東京開発室を退社